# 壁柜
壁柜又名壁橱，是安装在墙壁上的一种衣櫃，壁柜帶有門，內部是一個密閉空間，用於存放衣物。安裝壁柜的好處是可以節省房屋地面空间。